# Juge
Juge (yuga) je sanskrtki izraz, ki pomeni doba.
V hinduizmu so juge svetovne dobe, ki se periodično ponavljajo. Pred vsako jugo je obdobje jutranjega svita imenovanega sandhja, sledi pa ji obdobje sandhjanša, to je obdobje večernega somraka. Vsako od teh dveh obdobij obsega desetino vsakokratne juge. Ostajajo štiri juge:
- prvo obdoje imenovano kritajuga, ki traja 1,728.000 človeških let
- drugo obdobje imenovano tretajuga, ki traja 1,296.000 človeških let
- tretje obdobje imenovano dvaparajuga, ki traja 864.000 človeških let in
- četrto obdobje imenovano kalijuga, ki traja 432.000 človeških let

Vsa štiri obdobja juge, ki so zaradi vedno večjega fizičnega in moralnega propadanja vedno krajše, sestavlajo mahajugo, ki skupaj znaša 4,320.000 človeških oziroma 12.000 božjih let.